# 主観的輪郭

カニッツァの三角形

主観的輪郭(illusory contour, subjective contour)とは、輪郭線に沿った輝度や色の変化が存在しないにも拘らず、輪郭線が知覚される錯視のことである。主観的輪郭を発見したのはFriedrich Schumannであるとされる(Schumann 1900).

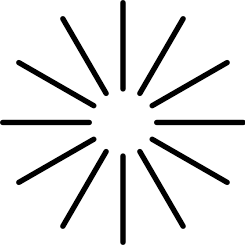
中心に円盤が見えるエーレンシュタイン錯視

主観的輪郭の古典的な例は、カニッツァの三角形である(Kanizsa 1955)。この錯視図形では、白を背景として3つの黒いパックマンがあり、パックマンの口を内側に向けている。この図形では、3つの黒い円盤と三角形の輪郭の上に、白い三角形があるように見えるだろう。白い三角形は、白い背景よりもさらに明るく見え、三角形の輪郭線さえも知覚されるだろうが、実際には輪郭線に沿った輝度の変化は存在しない。
主観的輪郭が知覚される他の有名な例として、エーレンシュタイン錯視がある。
2次視覚野のような初期の視覚皮質の活動が、このような主観的輪郭の知覚に関連していると考えられている(von der Heydt 1984)。